# Lyngby Station
 Ikke at forveksle med Lyngby Lokal Station.
Lyngby Station er en station på Nordbanen, og er dermed en del af S-togs-systemet. Stationen er placeret centralt i Lyngby, og med dens store busterminal er den central for bustransporten i de nordlige forstæder til København. Selve stationen er lidt speciel, idet Lyngby Omfartsvej er ført hen over stationsbygningen og en tilstødende butiksarkade.
Stationen åbnede 1. oktober 1863 som midlertidig endestation på Nordbanen, indtil resten af banen åbnede året efter. I 1936 kom S-banen til stationen. I 2026 åbnes der en letbanestation på Jernbanepladsen i tilslutning til S-togsstationen.

## Historie
Stationen åbnede 1. oktober 1863 som endestation for den første del af Nordbanen fra København, der året efter blev forlænget videre via Hillerød til Helsingør. I forbindelse med etableringen opførtes en lille stationsbygning efter tegninger af Vilhelm Carl Heinrich Wolf. Den blev senere revet ned, da banen blev udvidet til dobbeltspor mellem Hellerup og Holte. I stedet opførtes en ny og større stationsbygning lidt længere mod syd i 1890-1891 efter tegninger af Heinrich Wenck og N.P.C. Holsøe.
I 1900 åbnedes Lyngby-Vedbæk Jernbane, den nuværende Nærumbanen, der fik endestation på Lyngby Station. Banen blev imidlertid omlagt til Jægersborg i 1936 i forbindelse med, at der blev indført S-tog på Nordbanen mellem Hellerup og Holte det år. Stationsbygningen blev revet ned i 1957 i forbindelse med etableringen af Lyngby Omfartsvej.
I forbindelse med anlæggelsen af Hovedstadens Letbane bliver der anlagt en letbanestation på den nordvestlige del af Jernbanepladsen ved S-togsstationen. Letbanen kommer fra syd ad Buddingevej men bliver ført under jernbanen gennem en nybygget tunnel ved siden af den eksisterende viadukt for vejen. Herfra drejer letbanen ind på Jernbanepladsen, hvor letbanestationen kommer til at ligge ved butiksarkaden udfor filialerne af Faraos Cigarer og Spejder Sport. Derefter fortsætter letbanen ad Lyngby Torv til Klampenborgvej. Selve stationen kommer til at bestå af to spor med hver sin perron. Stationen forventes at åbne sammen med den anden del af letbanen mellem Rødovre Nord Station og Lundtofte Station i sommeren 2026.
Anlæggelsen af tunnelen gav en del påvirkninger af S-togstrafikken, da der i perioder kun var et gennemgående spor til rådighed. Fra 24. juni til 14. oktober 2019 måtte passagererne derfor skifte tog på stationen i dagtimerne.

## Beskrivelse
Lyngby Station er lidt speciel, idet motorvejen Lyngby Omfartsvej er ført hen over stationsbygningen, der ligger langs den nordøstlige side af sporene. Bygningen består udover stationsfaciliteter af en 200 m lang butiksarkade med omkring 15 butikker med et samlet areal på 8.369 m². I 2012 overtog DSB Ejendomme butiksarkaden fra Lyngby-Taarbæk Kommune. Den blev efterfølgende renoveret med hjælp fra Gottlieb Paludan Architects. Butiksarkaden blev overtaget af Nordic Real Estate Partners (NREP) i 2014. Blandt butikkerne er filialer af Fakta, Netto, Matas, Lagkagehuset og Faraos Cigarer.
Der er adgang til perronerne fra både Jernbanepladsen med busterminalen og butiksarkaden og fra Ulrikkenborg Plads på den modsatte side af sporene. Fra Jernbanepladsen er der flere gennemgange til spor 1, hvor togene til Holte og Hillerød afgår fra, mens der kun er adgang til spor 2 og 3, hvor togene mod København afgår, fra gangtunnellen under stationen.
Ved særligt kraftig regnfald står dele af stationen og særligt viadukten under skinnerne ofte under vand som det skete ved de to kraftige skybrud i 2011 og 2014. Under Oktoberstormen 2013 blæste taget af et højhus og ned på Lyngbymotorvejen og skinnerne omkring stationen, således at passagerer fra flere tog omkring stationen måtte evakueres.

## Busterminal
Busterminalen på Lyngby Station består af fire perroner.
Perron A består af to stoppesteder:
- Afsætning
- 184 mod Nørreport st.; 300S mod Gammel Holte, Øverødvej

Perron B består af fire stoppesteder:
- 190 mod Holte st.; 180 mod Knord og DTU; 181 mod DTU og Knord
- 94N mod Københavns Rådhusplads; 400 og 400S mod Hundige st./Ishøj st./Høje Taastrup st.
- 182 mod Brede og Hjortekær; 183 mod Hjortekær og Brede; 388 mod Helsingør st./Kokkedal st.
- 191 mod Sorgenfri st.; 192 mod Charlottenlund Fort/Hellerup st.; 194 mod Skodsborg st.

Perron C består af ét stoppested:
- 179 mod Lyngby st. via Charlottenlund

Perron D består af to stoppesteder:
- 68 mod Bella Center St.; 170 mod Holte st. via Furesøkvarteret
- 94N mod Hillerød st.; 184 mod Holte st.; 300S mod Ishøj st./Glostrup st./Ringvejsbroen

## Galleri
- Wikimedia Commons har flere filer relateret til Lyngby Station

- Indgang fra Ulrikkenborg Plads.
- Perrontunnellen der er udsat for oversvømmelser.
- Stationen set fra syd.
- Stationen set fra nord.
- Linje A på stationen.
- Busterminalen.

## Antal rejsende
Ifølge Østtællingen var udviklingen i antallet af dagligt afrejsende med S-tog:
| År   | Antal  | År   | Antal  | År   | Antal  | År   | Antal  |
| ---- | ------ | ---- | ------ | ---- | ------ | ---- | ------ |
| 1957 | -      | 1974 | 9.467  | 1991 | 11.720 | 2001 | 11.491 |
| 1960 | -      | 1975 | 8.658  | 1992 | 12.056 | 2002 | 11.368 |
| 1962 | -      | 1977 | 7.776  | 1993 | 12.039 | 2003 | 11.650 |
| 1964 | -      | 1979 | 9.413  | 1995 | 12.276 | 2004 | 12.411 |
| 1966 | -      | 1981 | 10.289 | 1996 | 12.786 | 2005 | 12.153 |
| 1968 | 9.828  | 1984 | 9.872  | 1997 | 12.738 | 2006 | 12.381 |
| 1970 | 10.152 | 1987 | 9.773  | 1998 | 12.549 | 2007 | 12.085 |
| 1972 | 10.556 | 1990 | 11.522 | 2000 | 12.793 | 2008 | 11.529 |